# Paranyctimene tenax
Paranyctimene tenax — вид рукокрилих, родини Криланових. Вид може бути симпатричним з Paranyctimene raptor протягом більшої частини свого ареалу, але, оскільки важко провести різницю між двома видами, дані про розподільну межу виду не ясні.

## Середовище проживання
Цей вид імовірно проживає на більшій частині острова Нова Гвінея (Індонезія та Папуа Нова Гвінея) і знаходиться на островах Вайгео і Салаваті (обидва Індонезії) . Висота проживання варіюється від рівня моря до 1350 м над рівнем моря. Він може бути знайдений в первинних і вторинних вологих тропічних лісах, сільських садах і болотах.

## Стиль життя
Живуть поодинці. Тварини ночують на рослинності, і, ймовірно, не залежать від води. Самиці народжують одне дитинча; вагітні були зареєстровані в січні, лютому, квітні, травні, липні, серпні і вересні.